# Frances O'Grady
Frances Lorraine Maria O'Grady, baronne O'Grady d'Upper Holloway, née le 9 novembre 1959 à Oxford, est une syndicaliste britannique. Elle est secrétaire générale du British Trades Union Congress (TUC) de 2013 à 2022, la première femme à occuper ce poste. Elle siège en tant que pair à vie à la Chambre des lords depuis le 9 décembre 2022.

## Jeunesse et famille
O'Grady est née à Oxford,, d'une famille d'origine irlandaise et est élevé dans la foi catholique romaine. Son père est délégué syndical à l'usine automobile Leyland à Cowley. Elle fait ses études à la Milham Ford School. À l'Université de Manchester, elle obtient un BA spécialisé en politique et histoire moderne. Elle obtient un diplôme en relations industrielles et études syndicales à la Middlesex Polytechnic.
Elle a deux enfants adultes, qu'elle a élevés seule et vit actuellement à Londres.

## Carrière
O'Grady travaille pour le Transport and General Workers' Union, où elle s'oppose à l'abolition de la Commission des salaires agricoles et fait campagne pour un salaire minimum. Elle devient secrétaire des campagnes du TUC en 1994 et fonde la TUC Organizing Academy en 1997, un programme visant à aider des travailleurs plus jeunes et plus représentatifs à devenir des responsables du mouvement syndical.
Elle est chef du département de l'organisation du TUC en 1999, puis est élue secrétaire générale adjointe en 2003.
Elle dirige la création de l'organisation d'apprentissage syndical unionlearn, qui voit le jour en 2006. Unionlearn travaille avec les employeurs, les syndicats et le gouvernement pour aider environ 220 000 travailleurs par an à améliorer leurs compétences de base et à accéder à l'apprentissage tout au long de la vie.
Elle devient secrétaire générale du TUC en janvier 2013, succédant à Brendan Barber.
En 2013, dans la lignée du TUC, elle fait partie de ceux qui apportent leur soutien à l'Assemblée du peuple dans une lettre publiée par le journal The Guardian . Elle est membre de la Commission sur les niveaux de vie de la Resolution Foundation, ainsi que de la Commission du TUC sur l'emploi vulnérable, de la Low Pay Commission et de la High Pay Commission. Elle fait campagne en bonne place lors du référendum sur l'adhésion à l'UE, alors que le TUC s'inscrit pour le côté restant, citant en particulier les inquiétudes concernant l'impact sur les droits des travailleurs et les emplois dans les industries axées sur l'exportation.
O'Grady mène une manifestation devant Bestway, la plus grande entreprise familiale de Grande-Bretagne. En février 2013, grâce à ses efforts, elle est classée 11e femme la plus puissante de Grande-Bretagne par Woman's Hour sur BBC Radio 4.
Elle est nommée administratrice non exécutive de la Banque d'Angleterre en juin 2019. En avril 2022, O'Grady annonce qu'elle quitte son poste de secrétaire générale du TUC à la fin de l'année et qu'elle serait remplacée par Paul Nowak en janvier 2023.
Le 14 octobre 2022, dans le cadre des distinctions spéciales de 2022, O'Grady reçoit une pairie à vie, siégeant pour le Parti travailliste et le 9 décembre 2022, elle est créée baronne O'Grady d'Upper Holloway.